# Byars
Byars é uma cidade  localizada no estado norte-americano de Oklahoma, no Condado de McClain.

## Demografia
Segundo o censo norte-americano de 2000, a sua população era de 280 habitantes. 
Em 2006, foi estimada uma população de 288, um aumento de 8 (2.9%).

## Geografia
De acordo com o United States Census Bureau tem uma área de 
4,3 km², dos quais 4,0 km² cobertos por terra e 0,3 km² cobertos por água. Byars localiza-se a aproximadamente 314 m acima do nível do mar.

## Localidades na vizinhança
O diagrama seguinte representa as localidades num raio de 20 km ao redor de Byars. 